# Serenata suburbana/I nostri momenti
Serenata suburbana/I nostri momenti è il terzo singolo della cantante italiana Orietta Berti pubblicato nel 1963 dalla casa discografica Polydor.

## Descrizione
Serenata  suburbana cover dell'omonimo pezzo di Capiba (Noto compositore sudamericano).
I nostri momenti, cover italiana del brano Nossos momentos, composta  da Haroldo Barbosa.

## Tracce
1. Serenata suburbana
2. I nostri momenti